# Chemin de fer Pont–Brassus
| Travys-Pendelzug RBDe 4/4 568 384 in Sentier-Orient |                                                              |                                      |                                     |
| Streckenprofil Vallorbe–Le Pont–Le Brassus grau: Streckenabschnitt im Eigentum der SBB blau: Abschnitt Le Pont–Le Brassus vom Travys |                                                              |                                      |                                     |
| Streckennummer (BAV): | 201 (Le Day–Le Pont) [SBB] 201 (Le Pont–Le Brassus) [Travys] |                                      |                                     |
| Fahrplanfeld: | 201                                                          |                                      |                                     |
| Streckenlänge: | 13,26 km                                                     |                                      |                                     |
| Spurweite: | 1435 mm (Normalspur)                                         |                                      |                                     |
| Stromsystem: | 15 kV 16,7 Hz ~                                              |                                      |                                     |
| Maximale Neigung: | 23 ‰                                                         |                                      |                                     |
| Minimaler Radius: | 200 m                                                        |                                      |                                     |
| |                                                              |                                      |                                     |
| \| \| \| SNCF von Dijon \| \| \| \| 46,31 \| Vallorbe Endpunkt R 4 R \| 806,9 m ü. M. \| \| \| \| SBB/SNCF nach Pontarlier (bis 1940) \| \| \| \| \| Viadukt Le Day (152 m) \| \| \| \| 43,163,15 \| Le Day Flügelung R 4 \| 787,2 m ü. M. \| \| \| \| SBB nach Lausanne R 4 \| \| \| \| 9,4 \| Les Epoisats ehemalige Haltestelle \| Les Epoisats ehemalige Haltestelle \| \| \| 9,52 \| Kulminationspunkt \| 1018,3 m ü. M. \| \| \| \| Tunnel du Mont-d'Orzeires (431 m) \| \| \| \| 11,6311,29 \| Le Pont Eigentumsgrenze SBB-Travys \| 1007,8 m ü. M. \| \| \| 12,19 \| Les Charbonnières \| 1024,8 m ü. M. \| \| \| 13,26 \| Le Séchey \| 1045,1 m ü. M. \| \| \| 15,45 \| Le Lieu \| 1049,6 m ü. M. \| \| \| 16.6 \| Tunnel du Pré-Lionnet I (37 m) \| Tunnel du Pré-Lionnet I (37 m) \| \| \| 16.9 \| Tunnel du Pré-Lionnet II (17 m) \| Tunnel du Pré-Lionnet II (17 m) \| \| \| 17,90 \| Les Esserts-de-Rive \| 1034,8 m ü. M. \| \| \| 19,06 \| Le Rocheray \| 1026,0 m ü. M. \| \| \| 20,50 \| Solliat-Golisse \| 1011,4 m ü. M. \| \| \| 21,65 \| Sentier-Orient \| 1012,5 m ü. M. \| \| \| 22,80 \| Chez-le-Maître-Ecoles \| 1016,0 m ü. M. \| \| \| 23,0 \| Chez-le-Maître ehemalige Haltestelle \| 1016,6 m ü. M. \| \| \| 24,46 \| Le Brassus Endpunkt R 4 R , Depot \| 1021,0 m ü. M. \| \| \| 24,55 \| bis 2008 \| bis 2008 \| |                                                              |                                      |                                     |
| Strecke |                                                              | SNCF von Dijon                       | SNCF von Dijon                      |
| Bahnhof | 46,31                                                        | Vallorbe Endpunkt R 4 R              | 806,9 m ü. M.                       |
| Abzweig geradeaus und ehemals nach links |                                                              | SBB/SNCF nach Pontarlier (bis 1940)  | SBB/SNCF nach Pontarlier (bis 1940) |
| Brücke über Wasserlauf |                                                              | Viadukt Le Day (152 m)               | Viadukt Le Day (152 m)              |
| Bahnhof | 43,163,15                                                    | Le Day Flügelung R 4                 | 787,2 m ü. M.                       |
| Abzweig geradeaus und nach links |                                                              | SBB nach Lausanne R 4                | SBB nach Lausanne R 4               |
| ehemaliger Haltepunkt / Haltestelle | 9,4                                                          | Les Epoisats ehemalige Haltestelle   | Les Epoisats ehemalige Haltestelle  |
| Kulminations-/Scheitelpunkt | 9,52                                                         | Kulminationspunkt                    | 1018,3 m ü. M.                      |
| Tunnel |                                                              | Tunnel du Mont-d'Orzeires (431 m)    | Tunnel du Mont-d'Orzeires (431 m)   |
| | 11,6311,29                                                   | Le Pont Eigentumsgrenze SBB-Travys   | 1007,8 m ü. M.                      |
| Haltepunkt / Haltestelle | 12,19                                                        | Les Charbonnières                    | 1024,8 m ü. M.                      |
| Haltepunkt / Haltestelle | 13,26                                                        | Le Séchey                            | 1045,1 m ü. M.                      |
| Bahnhof | 15,45                                                        | Le Lieu                              | 1049,6 m ü. M.                      |
| Tunnel | 16.6                                                         | Tunnel du Pré-Lionnet I (37 m)       | Tunnel du Pré-Lionnet I (37 m)      |
| Tunnel | 16.9                                                         | Tunnel du Pré-Lionnet II (17 m)      | Tunnel du Pré-Lionnet II (17 m)     |
| Haltepunkt / Haltestelle | 17,90                                                        | Les Esserts-de-Rive                  | 1034,8 m ü. M.                      |
| Haltepunkt / Haltestelle | 19,06                                                        | Le Rocheray                          | 1026,0 m ü. M.                      |
| Haltepunkt / Haltestelle | 20,50                                                        | Solliat-Golisse                      | 1011,4 m ü. M.                      |
| Bahnhof | 21,65                                                        | Sentier-Orient                       | 1012,5 m ü. M.                      |
| Haltepunkt / Haltestelle | 22,80                                                        | Chez-le-Maître-Ecoles                | 1016,0 m ü. M.                      |
| ehemaliger Haltepunkt / Haltestelle | 23,0                                                         | Chez-le-Maître ehemalige Haltestelle | 1016,6 m ü. M.                      |
| Kopfbahnhof Streckenende | 24,46                                                        | Le Brassus Endpunkt R 4 R , Depot    | 1021,0 m ü. M.                      |
| | 24,55                                                        | bis 2008                             | bis 2008                            |

Die Chemin de fer Pont–Brassus (PBr) war eine normalspurige Privatbahn im Kanton Waadt in der Schweiz. Die Strecke führt von Le Pont parallel zum Nordufer des Lac de Joux nach Le Brassus. Die Bahn gehört seit 2001 zum regionalen Verkehrsunternehmen Travys. Der Personenverkehr auf der Strecke wird von den SBB durchgeführt. Aus diesem Grund verkehren die Züge durchgehend von Vallorbe über Le Pont nach Le Brassus. Es besteht ein Stundentakt, an Schultagen zeitweise ein Halbstundentakt.

## Geschichte

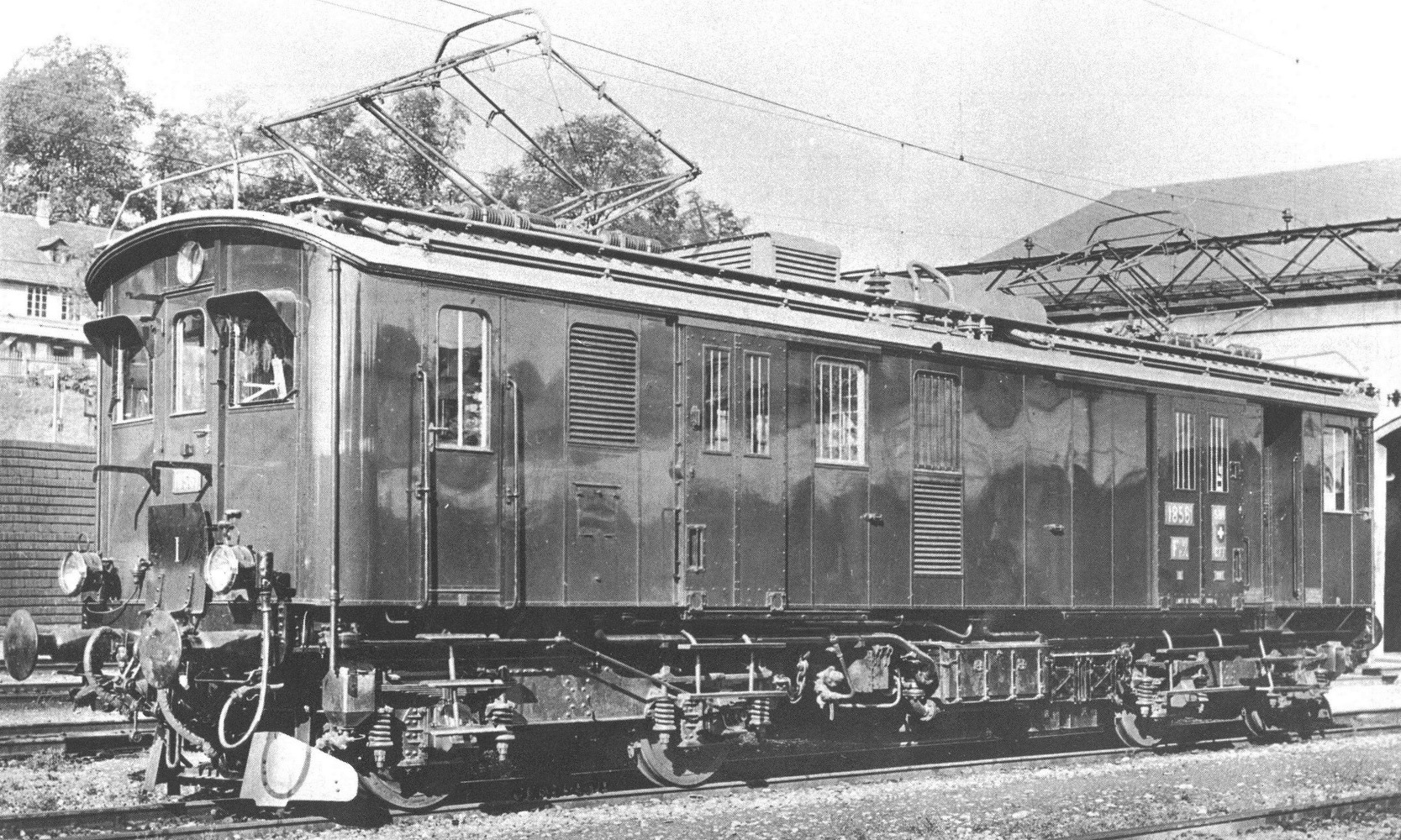
Nach der Elektrifikation setzen die SBB im Vallée de Joux die Fe 4/4 18509 bis 18511 ein, die wegen des grossen Gefälles zwischen Le Pont und Le Day mit einer Rekuperationsbremse ausgerüstet wurden

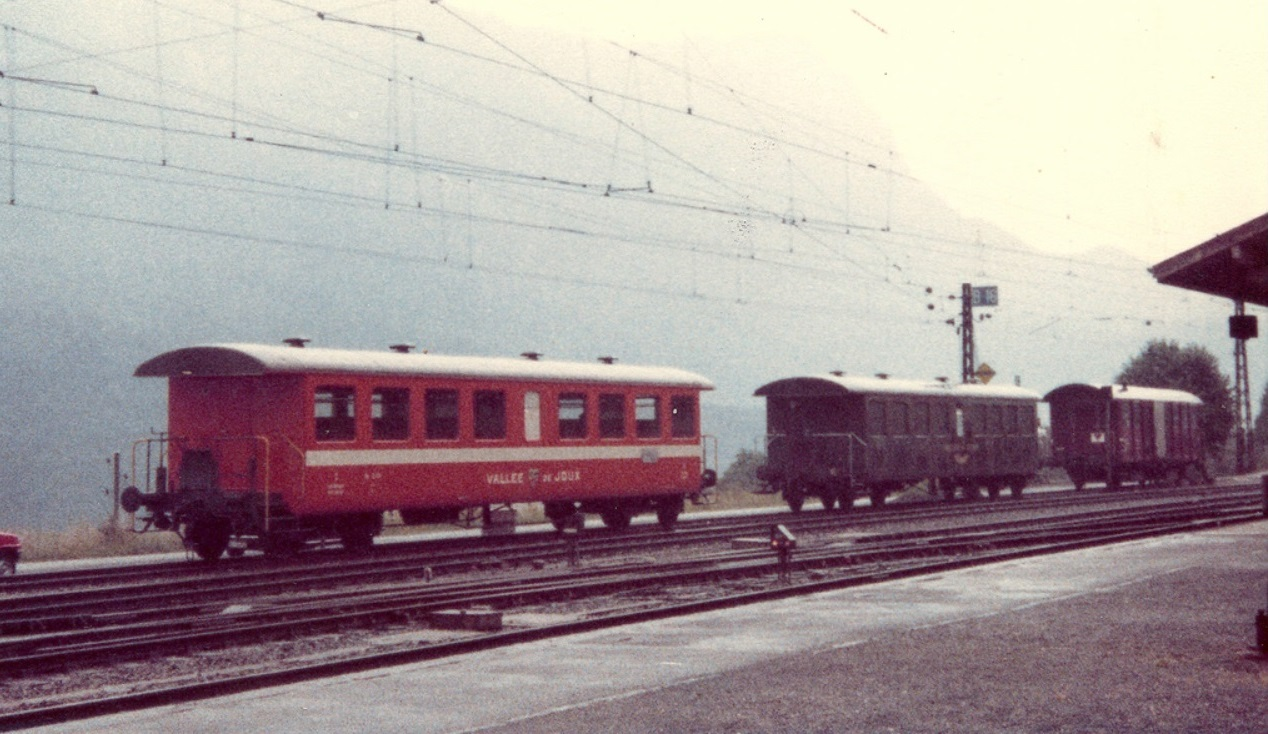
Die beiden Leichtmetallwagen Bi 475 (Mitte) und Bi 476 (links, in oranger VST-Einheitslackierung) vom Typ Seetal beschaffte die Chemin de fer Pont–Brassus im Jahr 1950 zusammen mit den SBB

Aufgrund einer Petition der Einwohner des Vallées vom Jahre 1867 wurde ein Tunnel durch den Mont d’Orzeires gebaut, welcher eine doppelte Funktion erfüllt: einerseits dient er dem Schienenverkehr und andererseits, im Falle eines ausserordentlichen Hochwassers, dem Wasserabfluss aus dem Tal. (Der Lac Brenet fliesst unterirdisch ab.)
Am 31. Oktober 1886 hatte die Chemin de fer Pont–Vallorbe (PV) die Eisenbahnlinie zwischen Vallorbe und Le Pont eröffnet. Daraufhin wurde die PBr gegründet, um die Stichstrecke weiter ins Vallée de Joux hinein zu verlängern. Der Verkehr zwischen Le Pont und Le Brassus wurde am 21. August 1899 aufgenommen. Die PBr besass lediglich Personen- und Güterwagen, aber keine eigenen Lokomotiven. Der Betrieb erfolgte deshalb von Beginn weg durch die JS, nach deren Verstaatlichung am 1. Mai 1903 durch die SBB.
Die Wirtschaftskrise der 1930er-Jahre führte zu einem markanten Rückgang im Güter- und Personenverkehr; der Betrieb mit Dampflokomotiven erwies sich als zu unrentabel. Aus diesem Grund wurde die Elektrifizierung beschlossen, die am 1. Oktober 1938 abgeschlossen wurde; dadurch konnten die Betriebskosten erheblich gesenkt werden. Da die Betriebsführung weiterhin bei den SBB lag, war die Verwendung des gleichen Stromsystems naheliegend.
Die Frequenzen im Personenverkehr waren in den 1980er-Jahren markant zurückgegangen, nicht zuletzt wegen des schlechten Fahrplans. Deshalb wurde die Strecke grundlegend modernisiert, und es wurde ein neues Fahrplankonzept mit modernem Rollmaterial (SBB RBDe 4/4) eingeführt.
Am 1. Januar 2001 ging die PBr in der neuen Gesellschaft Travys auf.
2008 wurde der Endbahnhof in Le Brassus im Zuge der Bahnhofsmodernisierung um ca. 100 Meter in Richtung Le Pont versetzt. Dadurch verkürzte sich die Gesamtlänge der Strecke von 24,55 km auf 24,46 km.

## Rollmaterial
| Baureihe                                                                               | Baureihe    | Hersteller           | Baujahr     | Herkunft    | Stückzahl   | Stückzahl   | Ausrangiert | Bemerkungen                                    |             |
| Serie                                                                                  | Nummern     | Hersteller           | Baujahr     | Herkunft    | total       | heute       | Ausrangiert | Bemerkungen                                    |             |
| Lokomotiven                                                                            | Lokomotiven | Lokomotiven          | Lokomotiven | Lokomotiven | Lokomotiven | Lokomotiven | Lokomotiven | Lokomotiven                                    | Lokomotiven |
| -------------------------------------------------------------------------------------- | ----------- | -------------------- | ----------- | ----------- | ----------- | ----------- | ----------- | ---------------------------------------------- | ----------- |
| Re 420                                                                                 | 503         | SLM BBC/MFO/SAAS     | 1967        | BLS (2013)  | (Üb)01      | 1           |             | ex SBB Re 4/4II 11119                          |             |
| Triebwagen                                                                             |             |                      |             |             |             |             |             |                                                |             |
| RBDe 568 RBDe 560                                                                      | 384–385     | SWA/SIG/ABB          | 1989/2009   |             | 2           | 2           |             | NPZ RBDe 4/4 2184–2185                         |             |
| ABDe 538                                                                               | 316         | SIG/SWS SAAS/BBC/MFO | 1966        | THB (2004)  | (Üb)01      | 0           | 2018        | ex GFM 171, ex MThB 16; an VHMThB abgegeben    |             |
| RBDe 567                                                                               | (315) 174   | SIG/SWS/BBC          | 1983        | TRN (2013)  | (Üb)01      | 1           |             | ex RVT 105, ex TRN 315                         |             |
| Steuerwagen                                                                            |             |                      |             |             |             |             |             |                                                |             |
| ABt 39-43                                                                              | 984–985     | SWP/SIG/ABB          | 1989/2009   |             | 2           | 2           |             | NPZ                                            |             |
| Bt 80-35                                                                               | 904         |                      | 1964        | THB (2004)  | (Üb)01      | 0           | 2018        | ex GFM 302, ex MThB 204; an VHMThB abgegeben   |             |
| ABt 80-33                                                                              | (202) 375   | SWP                  | 1964/1983   | TRN (2013)  | (Üb)01      | 1           |             | ex RVT 202, ex TRN 202                         |             |
| Personenwagen                                                                          |             |                      |             |             |             |             |             |                                                |             |
| B 20-35                                                                                | (304) 504   | SWP/SIG              | 1985        | TRN (2008)  | (Üb)01      | 1           |             | «B Lego»; ex RVT 304, ex TRN 304               |             |
| B 29-43                                                                                | 384–385     | BT                   | 2009        |             | 2           | 2           |             | NPZ Inova                                      |             |
| B 20-35                                                                                | (301) 475   | FFA                  | 1965        | TRN (2013)  | (Üb)01      | 1           |             | EW I, ex RVT 301                               |             |
| B 20-35                                                                                | 536         |                      | 1981        | BLS (2019)  | (Üb)01      | 1           |             | «B Lego»; ex GBS 780, ex BLS 780               |             |
| Traktoren                                                                              |             |                      |             |             |             |             |             |                                                |             |
| Te 218                                                                                 | (301) 101   |                      | 1946        | SBB (1982)  | (Üb)01      | 0           |             | ex SBB Te 2/2 957; ausrangiert                 |             |
| Tm 238                                                                                 | (302) 102   |                      | 1957        | SBB (1989)  | (Üb)01      | 0           | 2011        | ex SBB TmI 420; an CTVJ (Tm 230 320) abgegeben |             |
| Tm 238                                                                                 | (303) 103   | RACO                 | 1992        |             | 1           | 1           |             |                                                |             |
| Tm 238                                                                                 | (304) 104   |                      | 1962        | BLS (1997)  | (Üb)01      |             |             | ex BLS 61                                      |             |
| Tm 238                                                                                 | (305) 105   |                      | 1961        | SBB (2000)  | (Üb)01      |             |             | ex SBB TmI 458                                 |             |
| Te 218                                                                                 | (306) 106   |                      | 1967        | SBB (2000)  | (Üb)01      | 1           |             | ex SBB TeII 86                                 |             |
| TemIII                                                                                 | 329         |                      | 1956        | SBB (2012)  | (Üb)01      | 1           |             | ex SBB TemIII 329, Teile von 356               |             |
| Üb = Übernahme aus fremden Bestand (Gebrauchtfahrzeug); Um = Umbau aus eigenem Bestand |             |                      |             |             |             |             |             |                                                |             |

Historische Personenwagen
- BC 11 (1875), 1914 von den SBB (NOB BC 846, SBB BC 4296) gekauft, 1938 ausrangiert[5]
- C 21–22 (1899), 1952 an die SBB verkauft für den Abbruch[5]
- BC4 65 (1950), ab 1956 AB4 65, ab 1963 ABi 65, ab 1970 Bi 475, seit 1984 bei der CTVJ (Nr. 4420 rot)[5]
- C4 476 (1950), ab 1956 C4 476, ab 1963 B4 476, ab 1970 Bi 4756, seit 1993 bei der CTVJ (Nr. 7476 braun)[5]
- B 477 (1939), 1984 von den SBB (B 50 85 23-33 008-8) gekauft[5]